# Річард Франклін (режисер)
Річард Франклін (англ. Richard Franklin; 15 липня 1948 — 11 липня 2007) — австралійський кінорежисер та музикант.

## Раннє життя та кар'єра
Франклін народився та виріс у Брайтоні передмісті Мельбурна, у сім'ї Маргарет Енн (Джейкобсон) та Річарда Франкліна, директора інженерної компанії. Здобув освіту в коледжі Гейлібері. У 1960-х роках Франклін був барабанщиком у мельбурнському гурті The Pink Finks, пізніше у Daddy Cool. Гурт випустив кілька синглів, жоден з яких не мав значного успіху в чартах. Тоді Франклін обрав кар'єру в кіно, а не в музиці. Він вивчав кінематограф в Університеті Південної Каліфорнії разом з іншими відомими режисерами Джорджем Лукасом, Робертом Земекісом і Джоном Карпентером. Франклін був прихильником Альфреда Гічкока (з тих пір, як він побачив «Психо» у віці 12 років). Франклін запросив Гічкока прочитати лекцію в університеті, і тоді вони подружилися.

## Режисерська кар'єра
Франклін повернувся до Австралії в 1970-х роках, коли кіноіндустрія країни переживала відродження. Він зняв чотири серії австралійської поліцейської драми «Вбивство», перш ніж зняти непристойну сексуальну комедію 1975 року «Правдива історія ескімо Нелла» і м'який порнографічний фільм 1976 року «Фантазм». Наступним фільмом Франкліна став культовий фільм жахів «Патрік» (1978), за сценарієм Еверетта Де Роша, про чоловіка в комі, який використовує телекінез, щоб вчинити вбивство та хаос у лікарні. Франклін дав Де Рошу копію сценарію фільму «Вікно у двір» Альфреда Гічкока (1954), а Де Рош запропонував фільм, у якому сюжет фільму розгортатиметься в автомобілі, що рухається. Результатом став фільм «Дорожні ігри» (1981), знятий Франкліном за сценарієм Де Роша. Зняв фільм в Австралії, а в головних ролях знялися американські актори Стейсі Кіч та Джеймі Лі Кертіс (з останньою Франклін познайомився під час відвідування свого колишнього однокласника з США Джона Карпентера на зйомках «Туману»). Дорожні ігри були найдорожчим австралійським фільмом на момент випуску у 1981 році.

### Голлівуд
Після переїзду до Голлівуду Річард Франклін зняв «Психо II» (1983), продовження класичного фільму Гічкока «Психо» 1960 року, де Ентоні Перкінс повторив роль Нормана Бейтса. Фільм мав фінансовий успіх і отримав загалом хороші відгуки (це також призвело до двох наступних продовжень, до жодного з яких Франклін не брав участі). Потім Франклін зняв шпигунсько-пригодницький фільм 1984 року «Плащ і кинджал» з Генрі Томасом і Дебні Коулменом у головних ролях. Фільм був рімейком фільму «Вікно» (1949), який, у свою чергу, був заснований на оповіданні Корнелла Вулріча «Хлопчик, який кричав про вбивство» (оповідання Вулріча «Це мало бути вбивство» було адаптовано до фільму Гічкока «Заднє вікно», який був натхненням для «Дорожніх ігор» Франкліна).
На певному етапі Франклін збирався зняти «Загублених хлопців», але його наступним фільмом був «Лінк» (1986), британський фільм жахів (у головних ролях — Елізабет Шу та Теренс Стемп) про надрозумного орангутанга-вбивцю. У фільмі Франклін возз'єднався зі сценаристом Евереттом Де Рошем.
Франклін розчарувався в Голлівуді після досвіду режисури бойовика/трилера 1991 року «Ілюзія вбивства 2» (у головних ролях Браян Браун і Браян Деннегі).

### Повернення до Австралії
Він повернувся до Австралії, де зняв «Готель Сорренто» (1995) і «Блискуча брехня» (1996).
Останній фільм Франкліна «Відвідувачі» знятий у 2003 році До самої смерті він читав лекції в Свінбернській школі кіно і телебачення в Австралії.
Річард Франклін помер від раку простати 11 липня 2007 року, за чотири дні до свого 59-річчя. Документальний фільм Не зовсім Голлівуд: Дика, нерозказана історія експлуатації Оз! (2008), для якого Франклін брав інтерв'ю, вийшов після його смерті і був присвячений йому. Перед смертю Франклін мав взяти інтерв'ю для документального фільму «Спадщина Психо», який розглядав франшизу «Психо»; однак згадане інтерв'ю з ним так і не було знято. Тим не менш, Франклін був у захваті від документального проєкту і хотів зробити все можливе, щоб допомогти в його виробництві.
Квентін Тарантіно назвав «Дорожні ігри» своїм улюбленим австралійським фільмом, і він показав Психо II на шостому кінофестивалі Квентіна Тарантіно (2005). Тарантіно розповів в інтерв'ю, що коли він був підлітком, він хотів написати книгу про режисерів жанрового кіно, і Річард Франклін був одним із режисерів, з якими він хотів залучити до інтерв'ю.

## Фільмографія
| Year      | Film                                                            | Director | Producer | Writer | Notes |
| --------- | --------------------------------------------------------------- | -------- | -------- | ------ | --- |
| 1975      | Справжня історія ескімоса Нелла //The True Story of Eskimo Nell | Так      | Так      | Так    | Also known as Dick Down Under |
| 1976      | «Фантазм» // Fantasm                                            | Так      |          |        | Credited as «Richard Bruce» |
| 1978      | «Патрік» // Patrick                                             | Так      | Так      |        | номінація — AACTA Award for Best Film |
| 1980      | Блакитна лагуна // The Blue Lagoon                              |          | Так      |        | спів-продюсер |
| 1981      | «Дорожні ігри» // Roadgames                                     | Так      | Так      | Так    | |
| 1983      | Психо 2 // Psycho II                                            | Так      |          |        | |
| 1984      | «Плащ і кинджал» //Cloak &amp; Dagger                           | Так      |          |        | |
| 1986      | Лінк // Link                                                    | Так      | Так      |        | |
| 1991      | Ілюзія вбивства 2 // F/X2                                       | Так      |          |        | |
| 1993      | Агент на ім'я Даліла // Running Delilah                         | Так      |          |        | Телефільм |
| 1995      | «Готель Сорренто» // Hotel Sorrento                             | Так      | Так      | Так    | AACTA Award for Best Adapted Screenplay номінація — AACTA Award for Best Film номінація — AACTA Award for Best Direction номінація — Tokyo International Film Festival — Grand Prix |
| 1996      | «Блискуча брехня» // Brilliant Lies                             | Так      | Так      | Так    | |
| 1997      | Квиток в одну сторону // One Way Ticket                         | Так      |          |        | телефільм |
| 1999      | Війна Гаррі // Harry's War                                      |          | Так      |        | |
| 1999–2000 | Загублений світ // The Lost World                               | Так      |          |        | пілот + 4 серії |
| 2000–2001 | Володар звірів // BeastMaster                                   | Так      |          |        | 5 серій |
| 2002      | Флетландія // Flatland                                          | Так      |          |        | 2 серії |
| 2003      | «Відвідувачі» // Visitors                                       | Так      | Так      |        | |

## Подальше читання
- Graham, Aaron W. (July 2005). Richard Franklin. Senses of Cinema (36). An article surveying Franklin's filmmaking career.
- Senses of Cinema – Richard Franklin. 13 березня 2011. Franklin wrote three articles for Senses of Cinema that are accessible from this webpage.